# Князь Лаборець
Ла́борець (бл.875(?) — †896) ― легендарний князь східнослов'янського племені білих хорватів. Питання стосовно його існування залишається предметом дискусій серед дослідників.

## Біографія
Вважається, що в IX столітті укріплений замок Лаборця (castrum Hung) перетворився на укріплене ранньофеодальне місто-поселення (тепер Ужгород), який став центром нового слов'янського князівства. Лаборець князював в Ужгороді за часів правління у Великій Моравії Святополка I (871-894), та Симеона I Великого (893-927) в Болгарському царстві. Першому з них Лаборець корився і сплачував данину, а болгарський цар Симеон, розширюючи свою державу на північ, робив спроби зробити Лаборця своїм васалом.
Ім'я Лаборець вперше зустрічається в угорській хроніці Аноніма нотаріуса (Bele Regis Notarius) «Діяння угрів» («Gesta Hungarorum») XII століття. Згідно з цим твором під 896 роком Лаборець чинив спротив навалі угорських племен з-за Карпатських гір на чолі з Арпадом. Ця хроніка повідомляє про князя (у перекладі В. Гаджеги):
|  | Князь Алмош і його дружина поїхали до фортеці Гунг, щоб завоювати її. І коли стали розкладати табір біля мурів, тоді ж вождь тієї ж фортеці на ім'я Лаборций, який по їх мові називається князь, став тікати і хотів дійти до фортеці Землум (словац. Zemplínsky hrad у Земпліні, можливо, сучасні Михайлівці). Воїни ж князя, переслідували його, зловили біля річки Свіржава (тепер Східна Словаччина) і на тому ж місці мотузом повісили його. І від цього дня ту річку назвали од його імені Лаборций (Лаборець). Тоді князь Алмуш і його люди зайшли у фортецю Гунг, богам безсмертним пожертвували великі жертви і гуляння зробили на 4 дні. |

Твір зберігся і в середині XVIII століття почав використовуватися угорськими вченими як достовірне джерело про отримання незалежності угорцями. Проте сучасні дослідники хроніки (наприклад, Дьюла Крісто, Ференц Макк) стверджують, що в основному перекази Аноніма ― це плід його літературного домислу і що окрім опису реальних подій, Анонім сам придумав багато міфічних. Історики досі сперечаються, чи існував Лаборець, але більшість схильна вважати Лаборця цілком реальною особою, тому що події, описані Анонімом, майже повністю підтверджуються археологічними знахідками.
Відчайдушно билися Лаборець та його військо, але сили були не рівні, Лаборцеве військо тануло. Тоді він розіслав гінців по усьому краю, скликаючи людей на допомогу.
Та було пізно. Полягло багато воїнів, і князь Лаборець загинув над річкою Свіржавою.

## У літературі
Ім'я Лаборця знайшло широке відображення в народній пам'яті: про нього складали легенди і пісні. Ужгородський історик XIX століття Михайло Лучкай розказав про Лаборця словацькому письменнику Богуславу Носаку-Незабудову і той написав повість «Лаборець». Далі з художніми творами про князя виступили і закарпатські письменники: оповідання Анатолія Кралицького «Князь Лаборець», п'єса Євгена Фенцика «Підкорення Ужгорода», вірш Марійки Підгірянки «Князь Лаборець», поема Василя Ґренджі-Донського «Князь Лаборець», драма Августина Волошина «Князь Лаборець», роман Петра Угляренка «Князь Лаборець» тощо.

## Вшанування пам'яті
- Вулиця Князя Лаборця у Мукачевому, Хусті, Сваляві, Чопі.
- Площа Князя Лаборця в Ужгороді.
- Сквер Лаборця у місті Ужгород.
- 7 травня 2016 року на кам'яному мурі Ужгородського замку (вул. Капітульна, 33) встановили пам'ятник князю Лаборцю, який заснував місто над Ужем та Ужгородський замок. Лаборець був князем білих хорватів. Бронзовий князь Лаборець, скручений бронзовим шнуром і символічно прикріплений до металевого меча, є ніби його руків'ям. Таке символічне зображення князя нагадує про його трагічну загибель: Лаборця вбили нападники, утопивши в річці Ондава, яка зараз називається Лаборець (протікає через словацьке місто Міхаловці і впадає на території Словаччини у річку Уж).